# Гатти, Кэтрин
Эмма Кэтрин Гатти (англ. Emma Katharine Gatty; 11 июня 1870, Бенгалия — 1 мая 1952, Новый Южный Уэльс) — британский общественный деятель, суфражистка; медсестра и журналист. Была членом Женского социально-политического союза, от которого получила медаль за объявленную голодовку, во время которой её принудительно кормили. Последние годы жизни провела в Калифорнии, а позже эмигрировала в Австралию.

## Ранние годы
Кэтрин Гатти родилась в Ферозопуре (Бенгалия) в 1870 году. Мать — Эмма Ребэкка (до замужества Коллум; 1844—1929) — была ирландского происхождения. Отец — капитан Эдвард Гатти (1837—1872). В 1881 году Кэтрин и её овдовевшая мать переехали в Хаммерсмит (Лондон). Её политическая карьера началась там в 18 лет, когда она приняла участие в забастовке докеров в 1889.
В 1908 году приняла участие в Международного конгрессе женщин в Амстердаме.

## Карьера
Когда Гатти присоединилась к Женскому социально-политическому союзу, она стала боевой суфражисткой: однажды она приковала себя цепью к воротам Гайд-парка. В газете Votes for Women Гатти была представлена как журналист. В 1909 году она впервые была заключена под стражу в Инслингтоне на один месяц. В 1911 году вступила в лондонское отделение Лиги женского сопротивления налогам. В ноябре того же года была приговорена к трём месяцам заключения в тюрьме Холлоуэй за вандализм, который начался после наложения правительством ветто на закон, расширяющий женское избирательное право. Там она объявила голодовку, за что получила медаль от руководства WSPU.
В январе 1912 года Гатти снова арестовали в связи с беспорядками на суде Эмили Дэвисон, однако после была освобождена без предъявления обвинений.

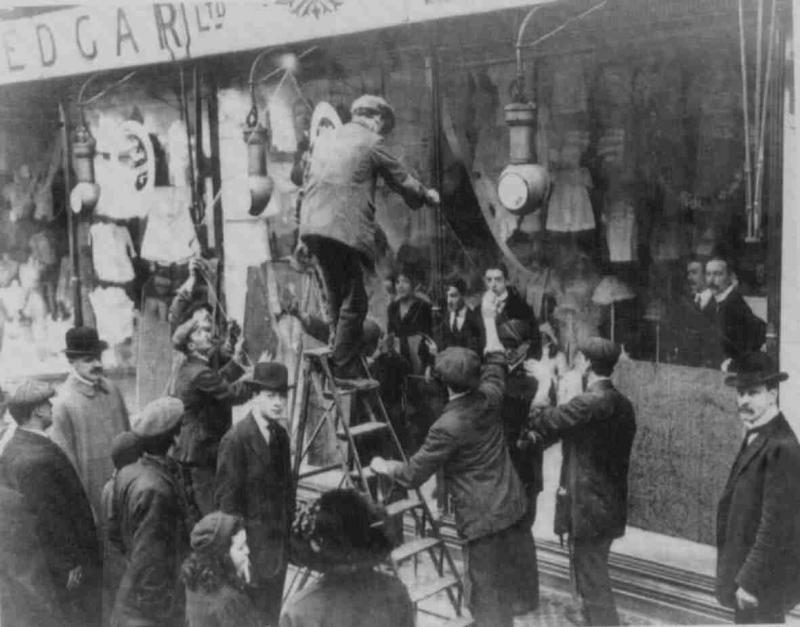
Суфражистки, разбивающие окна

В марте 1912 года Гатти снова участвовала в акции по разбиванию окон в качестве члена WSPU, за что была приговорена к шести месяцам тюремного заключения; в общей сложности она разбила окна на 42 фунта стерлинга. В суде она заявила, что мужчинам разрешено безнаказанно разбивать женские сердца, а свой срок сравнила с двухмесячным заключением мужчины, который разбил череп своей жены. Подпись Гатти была вышита на платке суфражистки, который позже находился у Мэри Хиллиард. В тюрьме в апреле 1912 года Гатти снова объявила голодовку, которая продолжалась 6 дней. Врачи пытались принудительно накормить её, но у них не получилось сделать это. В июне того же года Гатти опять объявила голодовку и в общей сумме 13 раз подверглась принудительному кормлению. В конце 1912-го Гатти стала секретарём Ателье избирательного права — команды художников, которые занимались агитацией равно избирательно права, в том числе и среди женщин; они рисовали открытки, плакаты и баннеры.
В 1913 году вошла в состав руководителей профсоюзного объединения розничной торговли, а позже активно сотрудничала с компартией. За свою активистскую деятельность — борьба за избирательное право для женщин и отмену смертной казни — Гатти в общей сложности была в тюрьме девять раз. Также была членом Международного координационного комитета помощи республиканской Испании и организатором Кооперативной партии; на протяжении всей жизни поддерживала гомруль. С 1920-х Гатти училась на медсестру и в 1924 получила квалификацию.

## Поздняя жизнь
В сентябре 1934 года Гатти посетила конференцию «Эфиопия и справедливость», представляя организацию Action Feministe Internationale. Мероприятие прошло в Вестминстере и было организовано Сильвией Панкхёрст. С середины 1930-х жила в Греции. В 1937 году переехала в Калифорнию, назвав себя вдовой, хотя её муж был жив; в США она находилась до 1940-х годов. В 1938 году Гатти выступила в Стэнфордском университете для Американского студенческого союза на тему «Фашизм в Италии и его угроза демократическим идеалам».
В 1947 году эмигрировала Новый Южный Уэльс, где в 1952 году умерла в возрасте 81 года. В завещании она завещала свои глаза двум слепым людям: «… во-первых, чтобы оба моих глаза были энуклеированы, если это возможно, в течение восьми часов после моей кончины; во-вторых, чтобы каждый слепой мог получить по одному. Затем меня кремировать или похоронить в море».
В библиотеке LSE находится 12 писем Гатти, написанных ей в тюрьме.

## Личная жизнь
В январе 1893 года Гатти вышла замуж за Уильяма Льюиса Рида (1858—1923) из богатой семьи-владельца Reid & Sons. В декабре 1893 года родилась их первая дочь — Ева Рид.
В 1911 году Рид развелся с Гатти из-за супружеской измены с Джоном Мэнсоном между 1897 и 1910 годами. Рид также утверждал, что у Гатти и Мэнсон есть ребёнок, родившийся 1898 году.
В 1915-м Гатти вышла замуж за Эрнеста Лукаса Джиллета (1882—1954) — государственного служащего.